# 90919 Luoliaofu
90919 Luoliaofu este o planetă minoră (asteroid) din centura de asteroizi. A fost descoperită pe 11 august 1997 la Xinglong Station⁠(d) de Beijing Schmidt CCD Asteroid Program⁠(d) și a fost numită după Luo Liaofu⁠(d). 
Obiectul prezintă o orbită caracterizată de o semiaxă mare de 2,2730689412594 UAi, o excentricitate de 0,19184822801495, o înclinație de 3,9348223508272 ° în raport cu ecliptica.